# تسمم بأحادي أكسيد الكربون
تسمم بأحادي أكسيد الكربون (أو التسمم بأول أكسيد الكربون) هي حالةُ تسمم تحدث عادةً من استنشاق أحادي أكسيد الكربون (CO) بكميات مفرطة.
غالبًا ما تٌوصف الأعراض بأنها «شبيهة بالإنفلونزا» وعادة ما تشمل الصداع والدوار والضعف والقيء وألم الصدر والارتباك. يمكن أن يؤدي التعرض لفترات طويلة إلى فقدان الوعي أو عدم انتظام ضربات القلب أو النوبات أو الوفاة. نادرًا ما يحدث تغير في لون الجلد إلى الأحمر الكرزي. قد تشمل المضاعفات طويلة المدى الشعور بالتعب ومشاكل في الذاكرة ومشاكل في الحركة. عند حدوث التسمم بأحادي اكسيد الكربون يجب وضع التسمم بالسيانيد في عين الاعتبار. يمكن أن يحدث التسمم بأحادي أكسيد الكربون عرضيًا، كمحاولة لإنهاء الشخص حياته، أو كمحاولة لإنهاء حياة شخص آخر.
أحادي أكسيد الكربون هو غاز عديم اللون والرائحة وهو في العادة لا يسبب التهيج لاجزاء الجسم. يُنتج أثناء الاحتراق غير الكامل للمواد العضوية؛ حيث يمكن أن يحدث هذا من المركبات ذات المحركات أو السخانات أو معدات الطهي التي تعمل بالوقود الكربوني. يمكن أن يحدث أيضًا بالتعرض لكلوريد الميثيلين. يتسبب أحادي أكسيد الكربون بشكل أساسي في آثار ضارة من خلال الإرتباط بينه وبين الهيموجلوبين لتكوين الكربوكسي هيموغلوبين (HbCO) الذي يمنع الدم من حمل الأكسجين. بالإضافة إلى ذلك، يتأثر الميوغلوبين والميتوكوندريا والسيتوكروم بي450، بالإضافة إلى مناطق خلوية معدنية وغير معدنية أخرى مستهدفة.
يعتمد التشخيص على نسبة الكربوكسي هيموغلوبين (HbCO) والذي تزيد نسبته عن 3% بين غير المدخنين وأكثر من 10% بين المدخنين. عادةً تكون العتبة البيولوجية لتحمل الكربوكسي هيموغلوبين 15٪ COHb مقبولة، مما يعني أن السمية تُلاحظ باستمرار عند مستويات تزيد عن هذا التركيز. حددت إدارة الغذاء والدواء الأمريكية (FDA) سابقًا حدًا قدره 14٪ من ثاني أكسيد الكربون في بعض التجارب السريرية لتقييم الإمكانات العلاجية لأحادي أكسيد الكربون. بشكل عام، يعتبر 30٪ COHb تسممًا شديدًا بأحادي أكسيد الكربون. كان أعلى مستوى كربوكسي هيموغلوبين غير مميت أُبلغ عنه 73٪ COHb.
تشمل الجهود المبذولة لمنع التسمم أجهزة الكشف عن أحادي أكسيد الكربون، وتنفيس أجهزة الغاز بالشكل الصحيح، والحفاظ على نظافة المداخن، والحفاظ على أنظمة عادم المركبات في حالة جيدة. يتكون علاج التسمم بشكل عام من إعطاء 100% أكسجين إلى جانب الرعاية الداعمة. يجب أن يُعطى ذلك بشكل عام حتى تختفي الأعراض ويكون مستوى HbCO أقل من 10٪. بينما يُستخدم العلاج بالأكسجين عالي الضغط في حالات التسمم الحاد، إلا أن الفائدة من توصيل الأكسجين القياسي غير واضحة. تتراوح مخاطر الوفاة بين المصابين بين 1 إلى 30٪.
يعتبر التسمم بأحادي أكسيد الكربون شائعًا نسبيًا، مما يؤدي إلى زيارة أكثر من 20000 غرفة طوارئ سنويًا في الولايات المتحدة. وهو أكثر أنواع التسمم القاتل شيوعًا في العديد من البلدان. في الولايات المتحدة، تؤدي الحالات غير المرتبطة بالحرائق إلى أكثر من 400 حالة وفاة سنويًا. يحدث التسمم في كثير من الأحيان في فصل الشتاء، وخاصة من استخدام المولدات المتنقلة أثناء انقطاع التيار الكهربائي. التأثيرات السامة لأحادي أكسيد الكربون معروفة منذ العصور القديمة. وقد اكتُشِفَ أن الهيموجلوبين يتأثر بأحادي أكسيد الكربون عام 1857.

## خلفية
أول أكسيد الكربون ليس سامًا لجميع أشكال الحياة، والسمية هي مثال تقليدي يعتمد على الجرعة المأخوذة. حيث تُنتِج العديد من التفاعلات الإنزيمية وغير الإنزيمية كميات صغيرة من أول أكسيد الكربون بشكل طبيعي في الممالك مختلفة التطور حيث يمكن أن تكون بمثابة ناقل عصبي مهم (مصنّف على أنه ناقل للغازات) وعامل علاجي محتمل. في بدائيات النوى، تنتج بعض البكتيريا أول أكسيد الكربون وتستهلكه وتستجيب له، في حين أن بعض الميكروبات الأخرى تكون عرضة لسميته. حتى الآن، لا توجد آثار ضارة معروفة على نباتات البناء الضوئي.
تعتبر الآثار الضارة لأول أكسيد الكربون بشكل عام ناتجة عن الارتباط الوثيق مع المجموعة الضميمة من البروتينات الدموية مما يؤدي إلى التداخل مع العمليات الخلوية، على سبيل المثال: أول أكسيد الكربون يرتبط بالهيموغلوبين لتكوين الكربوكسي هيموغلوبين الذي يؤثر على تبادل الغازات والتنفس الخلوي. يمكن أن يؤدي استنشاق تركيزات مفرطة من الغاز إلى الإصابة بنقص الأكسجة وتلف الجهاز العصبي وحتى الموت.
كما كان رائدًا من قِبَل إستر كيليك، الأنواع المختلفة من الكائنات والأشخاص المختلفين عبر التركيبة السكانية المتنوعة قد يكون لديهم مستويات مختلفة من تحمل أول أكسيد الكربون. يتغيّر مستوى تحمل أول أكسيد الكربون لأي شخص من خلال عدة عوامل، بما في ذلك العوامل الوراثية (طفرات الهيموغلوبين)، والسلوك مثل مستوى النشاط، ومعدل التهوية، وأمراض الدماغ أو القلب والأوعية الدموية الموجودة مسبقًا، والنتج القلبي، وفقر الدم، ومرض الخلايا المنجلية، واضطرابات الدم والجغرافيا والضغط الجوي ومعدل التمثيل الغذائي وغيرها.

### تاريخ
حافظ البشر على علاقة معقدة مع أول أكسيد الكربون منذ أن تعلموا السيطرة على الحريق حوالي 800000 قبل الميلاد. ربما اكتشف رجل الكهف البدائي سمية التسمم بأول أكسيد الكربون عند إطلاق النار في مساكنهم. إن التطور المبكر لتقنيات التعدين والصهر التي ظهرت في حوالي 6000 قبل الميلاد حتى العصر البرونزي ابتلت البشرية بالتعرض لأول أكسيد الكربون. بصرف النظر عن سمية أول أكسيد الكربون، ربما يكون الأمريكيون الأصليون قد اختبروا الخصائص العصبية النشطة لأول أكسيد الكربون على الرغم من طقوس الشامانية بجانب النار.
طورت الحضارات القديمة الأسطورية حكايات لتفسير أصل النار، مثل فولكان، وبروميثيوس من الأساطير اليونانية الذي شارك النار مع البشر. سجل أرسطو (384-322 قبل الميلاد) لأول مرة أن حرق الفحم ينتج أبخرة سامة. تكهن الطبيب اليوناني جالينوس (129-199 م) بحدوث تغيير في تكوين الهواء يتسبب في الأذى عند استنشاقه، وظهرت أعراض التسمم بأول أكسيد الكربون في كتاب كاسيوس إياتروسوفيزا حوالي 130 بعد الميلاد. يشير يوليان المرتد وكايليوس أوريليانوس وآخرون إلى أعراض سمية مماثلة للتسمم بأول أكسيد الكربون الناجم عن أبخرة الفحم.
تشير الحالات الموثقة من قبل تيتوس ليفيوس وشيشرون إلى استخدام أول أكسيد الكربون كوسيلة للانتحار في روما القديمة. استخدم الإمبراطور لوسيوس فيروس الدخان لإعدام السجناء. رُبطت العديد من الوفيات بالتسمم بأول أكسيد الكربون بما في ذلك الإمبراطور جوفيان والإمبراطورة فاوستا وسينيكا. ربما كانت أكثر حالات الوفاة شهرة بسبب التسمم بأول أكسيد الكربون هي كليوباترا، أو إدغار آلان بو.
في القرن الخامس عشر، اعتقد عمال مناجم الفحم أن الموت المفاجئ كان بسبب الأرواح الشريرة. ورُبط التسمم بأول أكسيد الكربون بالتجارب الخارقة للطبيعة، والسحر، وما إلى ذلك على مدار القرون التالية، بما في ذلك في العصر الحديث الذي تجسده تحقيقات كاري بوبي.
ذكر جورج إرنست ستال «كاربوناري هاليتوس» في عام 1697 في إشارة إلى الأبخرة السامة التي يُعتقد أنها أول أكسيد الكربون. أجرى فريدريش هوفمان أول تحقيق علمي حديث في التسمم بأول أكسيد الكربون من الفحم في عام 1716، ولا سيما رفض القرويين الذين ينسبون الموت إلى الخرافات الشيطانية. أجرى هيرمان بورهاف أولى التجارب العلمية حول تأثير أول أكسيد الكربون (أبخرة الفحم) على الحيوانات في ثلاثينيات القرن الثامن عشر. يعود الفضل إلى جوزيف بريستلي في تصنيع أول أكسيد الكربون في عام 1772 والذي كان قد أطلق عليه الهواء الثقيل القابل للاشتعال، وعزل كارل فيلهلم شيل أول أكسيد الكربون من الفحم في عام 1773 مما يشير إلى أنه الكيان السام.
حققق العلماء في الخطر المعتمد على الجرعة للتسمم بأول أكسيد الكربون مثل الهيدروكربونات في أواخر تسعينيات القرن التاسع عشر بواسطة توماس بيدوس، وجيمس وات، وتيبريوس كافالو، وجيمس ليند، وهامفري ديفي، والعديد من الآخرين في سياق استنشاق الهواء المُصطنع، والذي حدث الكثير منه في معهد الهواء المضغوط.
اكتشف وليام كروكشانك أول أكسيد الكربون كجزيء يحتوي على ذرة كربون واحدة وذرة أكسجين واحدة في عام 1800، وبذلك بدأ العصر الحديث للبحث الذي يركز حصريًا على أول أكسيد الكربون. اقتُرحت آلية السمية لأول مرة من قبل جيمس وات في عام 1793، تلاه أدريان تشينوت في عام 1854 وأخيرًا أوضحها كلود برنارد بعد عام 1846 كما نُشر عام 1857 ونُشر أيضًا بشكل مستقل بواسطة فيليكس هوبي سيلر في نفس العام.
حدث أول مسار سريري متحكم به يدرس سمية أول أكسيد الكربون في عام 1973.

#### الاكتشاف التاريخي
أصاب التسمم بأول أكسيد الكربون عمال مناجم الفحم لعدة قرون. في سياق التعدين، يُعرف أول أكسيد الكربون على نطاق واسع باسم المصب الأبيض. حدد جون سكوت هالدين أول أكسيد الكربون باعتباره المكون المميت للرطوبة اللاحقة، وهو الغاز الناتج عن الاحتراق، بعد فحص العديد من جثث عمال المناجم الذين قتلوا في انفجارات الحفر. بحلول عام 1911، أدخل هالدين استخدام الحيوانات الصغيرة لعمال المناجم لاكتشاف المستويات الخطرة من أول أكسيد الكربون تحت الأرض، سواء الفئران البيضاء أو الكناري التي لا تتحمل سوى القليل من أول أكسيد الكربون وبالتالي تقديم تحذير مبكر، مثل: كناري في منجم فحم. استُبدل الكناري في الحفر البريطانية في عام 1986 بكاشف الغاز الإلكتروني.
ظهرت أول طريقة تحليلية نوعية للكشف عن الكربوكسي هيموغلوبين في عام 1858 بطريقة قياس الألوان التي طورها فيليكس هوبي سيلر، وظهرت أول طريقة للتحليل الكمي في عام 1880 مع جوزيف فون فودور.

#### المعالجة التاريخية
ظهر استخدام الأكسجين مع التقارير القصصية مثل علاج همفري ديفي بالأكسجين في عام 1799 عند استنشاق ثلاثة ليترات من الهيدروكربونات (غاز الماء). طور صامويل ويتر بروتوكول استنشاق الأكسجين استجابة للتسمم بأول أكسيد الكربون في عام 1814. وبالمثل، وُصِّيَ ببروتوكول استنشاق الأكسجين للملاريا (تمت ترجمته حرفيًا إلى «هواء سيئ») في عام 1830 بناءً على أعراض الملاريا المتوافقة مع التسمم بأول أكسيد الكربون. ظهرت بروتوكولات الأكسجين الأخرى في أواخر القرن التاسع عشر. ودُرِسَ استخدام الأكسجين عالي الضغط في الفئران بعد التسمم من قبل هالدين في عام 1895 بينما بدأ استخدامه في البشر في الستينيات.

#### حوادث
أنظر أيضًا: 
أنظر أيضًا: 
أنظر أيضًا: الانتحار بحرق الفحم
كان أسوأ تسمم جماعي عرضي من أول أكسيد الكربون هو كارثة قطار بالفانو التي وقعت في 3 مارس 1944 في إيطاليا، عندما توقف قطار شحن مع العديد من الركاب غير الشرعيين في نفق، مما أدى إلى وفاة أكثر من 500 شخص.
يُشتبه في وفاة أكثر من 50 شخصًا بسبب استنشاق الدخان نتيجة مذبحة فرع داود أثناء حصار واكو عام 1993.

#### تسليح
في التاريخ القديم، أعدم حنبعل سجناء رومان بأبخرة الفحم خلال الحرب البونيقية الثانية.
وُصِفت إبادة الكلاب الضالة بواسطة غرفة غاز أول أكسيد الكربون في عام 1874. في عام 1884، ظهر مقال في مجلة ساينتفيك امريكان يصف استخدام غرفة غاز أول أكسيد الكربون لعمليات المسالخ وكذلك القتل الرحيم لمجموعة متنوعة من الحيوانات.
كجزء من الهولوكوست خلال الحرب العالمية الثانية، استخدم النازيون شاحنات الغاز في معسكر الإبادة خيلمنو وأماكن أخرى لقتل ما يقدر بأكثر من 700000 شخص بالتسمم بأول أكسيد الكربون. وقد استخدم هذا الأسلوب أيضا في غرف الغاز من عدة معسكرات الموت مثل تريبلينكا، سوبيبور وبلزيك. بدأ استخدام الغاز بأول أكسيد الكربون في العمل T4. وفِّر الغاز بواسطة إي غه فاربن في أسطوانات مضغوطة وغُذّيَ بواسطة أنابيب في غرف الغاز التي بُنيت في العديد من المستشفيات العقلية، مثل مركز مركز هارثيم للقتل الرحيم. على سبيل المثال، استخدمت أبخرة العادم من محركات الخزانات لتزويد الغرف بالغاز.
في الآونة الأخيرة، استُخدمت غرف غاز أول أكسيد الكربون لتسهيل عقوبة الإعدام المتمثلة في ممارسات الإعدام في سجن ولاية سان كوينتين.

### علم وظائف الأعضاء
ينتج أول أكسيد الكربون بشكل طبيعي من خلال العديد من التفاعلات الأنزيمية وغير الأنزيمية ذات الصلة من الناحية الفسيولوجية، وأفضل مثال على ذلك هو أكسجيناز الهيم الذي يحفز التحول الحيوي للهيم (بروتوبرفيرين الحديد) إلى بيليفيردين وفي النهاية البيليروبين. بصرف النظر عن الإشارات الفسيولوجية، ويُخزن معظم أول أكسيد الكربون على شكل كربوكسي هيموغلوبين عند مستويات غير سامة أقل من 3٪ HbCO.

#### المداواة
الكميات الصغيرة من ثاني أكسيد الكربون مفيدة وتوجد الإنزيمات التي تنتجها في أوقات الإجهاد التأكسدي. يتم تطوير مجموعة متنوعة من الأدوية لإدخال كميات صغيرة من ثاني أكسيد الكربون، وتسمى هذه الأدوية عادةً بجزيئات إطلاق أول أكسيد الكربون. تاريخياً، ودُرست الإمكانات العلاجية للهواء التكويني، ولا سيما أول أكسيد الكربون مثل الهيدروكربونات، من قبل توماس بيدوس، وجيمس وات، وتيبريوس كافالو، وجيمس ليند، وهامفري ديفي، وغيرهم في العديد من المعامل مثل معهد الهواء المضغوط.

## العلامات والأعراض
في المتوسط، فإن التعرض عند 100 جزء في المليون أو أكثر يشكل خطراً على صحة الإنسان. في الولايات المتحدة، تحدد إدارة السلامة والصحة المهنية (OSHA) مستويات التعرض طويل المدى في مكان العمل إلى أقل من 50 جزء في المليون بمتوسط 8 ساعات؛ بالإضافة إلى ذلك، يجب إبعاد الموظفين من أي مكان مغلق إذا حدث وصول إلى حد أعلى («سقف») يبلغ 100 جزء في المليون.
قد يؤدي التعرض لأحادي أكسيد الكربون إلى قصر العمر بشكل كبير بسبب تلف القلب. يعود السبب في اختلاف مستوى تحمل أحادي أكسيد الكربون لأي شخص إلى عدة عوامل، بما في ذلك مستوى النشاط ومعدل التهوية، وجود مرض دماغي أو قلبي وعائي موجود مسبقًا، والناتج القلبي، وفقر الدم، ومرض فقر الدم المنجلي واضطرابات الدم الأخرى، والضغط الجوي، ومعدل الأيض.
| التركيز                                | الأعراض                                                                             |
| -------------------------------------- | ----------------------------------------------------------------------------------- |
| 35 جزء في المليون (0.0035%), (0.035‰)  | صداع ودوخة خلال ست إلى ثماني ساعات من التعرض المستمر                                |
| 100 جزء في المليون (0.01%), (0.1‰)     | صداع طفيف في غضون ساعتين إلى ثلاث ساعات                                             |
| 200 جزء في المليون (0.02%), (0.2‰)     | صداع طفيف في غضون ساعتين إلى ثلاث ساعات؛ فقدان الحكم                                |
| 400 جزء في المليون (0.04%), (0.4‰)     | صداع أمامي خلال ساعة إلى ساعتين                                                     |
| 800 جزء في المليون (0.08%), (0.8‰)     | الدوخة والغثيان والتشنجات في غضون 45 دقيقة؛ غير محسوس خلال ساعتين                   |
| 1,600 جزء في المليون (0.16%), (1.6‰)   | صداع وزيادة معدل ضربات القلب والدوخة والغثيان خلال 20 دقيقة. الموت في أقل من ساعتين |
| 3,200 جزء في المليون (0.32%), (3.2‰)   | صداع ودوخة وغثيان خلال خمس إلى عشر دقائق. الموت خلال 30 دقيقة.                      |
| 6,400 جزء في المليون (0.64%), (6.4‰)   | صداع ودوخة خلال دقيقة إلى دقيقتين. تشنجات وتوقف تنفسي وموت في أقل من 20 دقيقة.      |
| 12,800 جزء في المليون (1.28%), (12.8‰) | فقدان الوعي بعد 2-3 أنفاس. الموت في أقل من ثلاث دقائق.                              |

### التسمم الحاد بأحادي أكسيد الكربون
تتطور المظاهر الرئيسية للتسمم بأحادي أكسيد الكربون في أجهزة وأعضاء الجسم الأكثر اعتمادًا على استخدام الأكسجين، الجهاز العصبي المركزي والقلب. تشمل الأعراض الأولية للتسمم الحاد بأحادي أكسيد الكربون الصداع والغثيان والشعور بالضيق والإرهاق. غالبًا ما يُخلط بين هذه الأعراض وفيروس مثل الأنفلونزا أو أمراض أخرى مثل التسمم الغذائي أو التهاب المعدة والأمعاء. الصداع هو أكثر أعراض التسمم الحاد بأحادي أكسيد الكربون شيوعًا. غالبًا ما يوصف بأنه صداع خفيف أمامي «جبهي» ومستمر. ينتج عن زيادة التعرض تشوهات في القلب بما في ذلك سرعة ضربات القلب وانخفاض ضغط الدم وعدم انتظام ضربات القلب. تشمل أعراض الجهاز العصبي المركزي الهذيان، والهلوسة، والدوخة، والمشي غير المستقر، والارتباك، والنوبات، وتثبيط الجهاز العصبي المركزي، وفقدان الوعي، وتوقف التنفس، والموت. تشمل الأعراض الأقل شيوعًا للتسمم الحاد بأحادي أكسيد الكربون نقص تروية عضلة القلب، الرجفان الأذيني، الالتهاب الرئوي، الوذمة الرئوية، ارتفاع السكر في الدم، الحماض اللبني (اللاكتيكي)، نخر العضلات، فشل كلوي حاد، الآفات الجلدية، والمشاكل البصرية والسمعية.
واحدة من المخاوف الرئيسية بعد التسمم الحاد بأحادي أكسيد الكربون هي المظاهر العصبية المتأخرة الشديدة التي قد تحدث. والتي قد تشمل صعوبة في الوظائف الفكرية العليا، فقدان الذاكرة على المدى القصير، مرض عقلي، فقدان الذاكرة والذهان، التهيج، مشية غريبة، اضطرابات في الكلام، المتلازمات الشبيهة بمرض باركنسون والعمى القشري ومزاج مكتئب. قد يحدث الاكتئاب لدى أولئك الذين لم يكن لديهم اكتئاب سابق.
قد تحدث هذه العواقب العصبية المتأخرة في ما يصل إلى 50% من الأشخاص المصابين بالتسمم بعد 2 إلى 40 يومًا. من الصعب التكهن بمن سيصاب بالمضاعفات المتأخرة. ومع ذلك، التقدم في السن وفقدان الوعي أثناء التسمم والتشوهات العصبية الأولية قد تزيد من فرصة ظهور الأعراض المتأخرة.

### التسمم المزمن
قد يؤدي التعرض المزمن لمستويات منخفضة نسبيًا من أحادي أكسيد الكربون إلى حدوث صداع مستمر ودوار، الاكتئاب والارتباك وفقدان الذاكرة والغثيان واضطرابات السمع والقيء. من غير المعروف ما إذا كان التعرض المزمن لمستوى منخفض من غاز أول اكسيد الكربون قد يتسبب في تلف عصبي دائم. عادةً، عند التخلص من التعرض لأحادي أكسيد الكربون، تُحَل الأعراض من تلقاء نفسها ما لم تكن هناك نوبة تسمم حادة. ومع ذلك، لوحظ في إحدى الحالات فقدان الذاكرة بشكل دائم ومشكلات في التعلم بعد تعرض لمدة ثلاث سنوات لمستويات منخفضة نسبيًا من أحادي أكسيد الكربون من فرن مَعِيبٍّ. قد يؤدي التعرض المزمن إلى تفاقم أعراض القلب والأوعية الدموية لدى بعض الأشخاص. وقد يؤدي التعرض المزمن لأحادي أكسيد الكربون إلى زيادة خطر الإصابة تتصلب الشرايين. يمثل التعرض طويل الأمد لأحادي أكسيد الكربون أكبر خطر للأشخاص المصابين بأمراض القلب التاجية والإناث الحوامل. في حيوانات التجارب، يبدو أن أحادي أكسيد الكربون يؤدي إلى تفاقم فقدان السمع الناجم عن الضوضاء في ظروف التعرض للضوضاء التي سيكون لها تأثيرات محدودة على السمع بخلاف ذلك. في البشر، أُبلِغَ عن فقدان السمع بعد التسمم بأحادي أكسيد الكربون. على عكس النتائج التي توصلت إليها الدراسات على الحيوانات، لم يكن التعرض للضوضاء عاملاً ضروريًا لحدوث مشاكل السمع.

### التسمم القاتل
غالبًا ما تُرى إحدى العلامات الكلاسيكية للتسمم بأحادي أكسيد الكربون في الموتى بدلاً من الأحياء - فقد وُصِف الأشخاص بأنهم ذوو خدود حمراء وبصحة جيدة (انظر أدناه). ومع ذلك، نظرًا لأن هذا المظهر «الكرز الأحمر» أكثر شيوعًا في الموتى، لا تعتبر علامة تشخيصية مفيدة في الطب السريري. في فحوصات التشريح، المظهر الأحمر للتسمم بأحادي أكسيد الكربون ملحوظ لأن الأشخاص المتوفين غير المشبَّهين عادة ما يكونون مزرقين وباهتين، في حين أن الأشخاص الذين يعانون من التسمم بأحادي أكسيد الكربون الميتة قد يظهرون بشكل غير عادي في التلوين. التأثير الملون لأحادي أكسيد الكربون في ظروف ما بعد الوفاة مماثل لاستخدامه كملون أحمر في صناعة تعبئة اللحوم التجارية.

## علم الأوبئة
العدد الحقيقي لحالات التسمم بأحادي أكسيد الكربون غير معروف، لأن العديد من حالات التعرض غير المميتة تمر دون أن تكتشف. من البيانات المتاحة، يعتبر التسمم بأحادي أكسيد الكربون السبب الأكثر شيوعًا للإصابة والوفاة بسبب التسمم في جميع أنحاء العالم. عادة ما يكون التسمم أكثر شيوعًا خلال أشهر الشتاء. يرجع ذلك إلى زيادة الاستخدام المنزلي لأفران الغاز، وسخانات الغاز أو الكيروسين، ومواقد المطبخ خلال أشهر الشتاء، والتي إذا كانت معيبة و/أو استخدمت دون تهوية كافية، يمكن أن تنتج أحادي أكسيد الكربون. يزداد الكشف عن أحادي أكسيد الكربون والتسمم أيضًا أثناء انقطاع التيار الكهربائي، عندما تصبح أجهزة التسخين والطهي الكهربائية معطلة وقد يلجأ السكان مؤقتًا إلى السخانات والمواقد والشوايات التي تعمل بالوقود (بعضها آمن للاستخدام في الهواء الطلق فقط ولكن مع ذلك تحرق بشكل خاطئ في الداخل).
تشير التقديرات إلى أن أكثر من 40.000 شخص سنويًا يسعون للحصول على رعاية طبية للتسمم بأحادي أكسيد الكربون في الولايات المتحدة. في العديد من البلدان الصناعية، يتسبب أحادي أكسيد الكربون في أكثر من 50٪ من حالات التسمم القاتلة. في الولايات المتحدة، يموت ما يقرب من 200 شخص كل عام بسبب التسمم بأحادي أكسيد الكربون المرتبط بمعدات التدفئة المنزلية التي تعمل بحرق الوقود. يساهم التسمم بأحادي أكسيد الكربون في حوالي 5613 حالة وفاة بسبب استنشاق الدخان كل عام في الولايات المتحدة. وحسب تقارير مراكز السيطرة على الأمراض والوقاية منها، «في كل عام، يموت أكثر من 500 أمريكي من التسمم غير المتعمد بأحادي أكسيد الكربون، وينتحر أكثر من 2000 عن طريق تسميم أنفسهم عمداً». خلال فترة العشر سنوات من 1979 إلى 1988، حدثت 56133 حالة وفاة بسبب التسمم بأحادي أكسيد الكربون في الولايات المتحدة، منها 25889 حالة انتحار، مما خلف 30244 حالة وفاة غير مقصودة. أظهر تقرير من نيوزيلندا أن 206 شخص ماتوا من التسمم بأحادي أكسيد الكربون في عامي 2001 و2002. في المجموع كان التسمم بأحادي أكسيد الكربون مسؤولاً عن 43.9٪ من الوفيات بالتسمم في ذلك البلد. في كوريا الجنوبية، تعرض 1950 شخص للتسمم بأحادي أكسيد الكربون مع 254 حالة وفاة من عام 2001 حتى عام 2003. أظهر تقرير من القدس أن 3.53 لكل 100000 شخص تعرضوا للتسمم سنويًا من عام 2001 حتى عام 2006. في هوبي، الصين، أُبلغ عن 218 حالة وفاة بسبب التسمم على مدى 10 سنوات مع 16.5٪ من التعرض لأحادي أكسيد الكربون.

### الأسباب
| التركيز                    | المصدر                                             |
| -------------------------- | -------------------------------------------------- |
| 0.1 جزء في المليون         | مستوى الجو الطبيعي (MOPITT)                        |
| 0.5 إلى 5 جزء في المليون   | متوسط المستوى في المنازل                           |
| 5 إلى 15 جزء في المليون    | بالقرب من مواقد الغاز المعدلة بشكل صحيح في المنازل |
| 100 إلى 200 جزء في المليون | عادم السيارات في منطقة وسط مدينة مكسيكو            |
| 5,000 جزء في المليون       | العادم من حطب المنزل                               |
| 7,000 جزء في المليون       | عادم السيارة الدافئ غير المخفف بدون محول حفاز      |
| 30,000 جزء في المليون      | بعد الرطوبة في أعقاب انفجار في منجم فحم            |

أحادي أكسيد الكربون هو نتاج احتراق المواد العضوية في ظل ظروف محدودة من إمدادات الأكسجين، مما يمنع الأكسدة الكاملة لثاني أكسيد الكربون (CO2). تشمل مصادر أحادي أكسيد الكربون دخان السجائر، وحرائق المنازل، والأفران المعيبة، والسخانات، مواقد حرق الأخشاب، عوادم المركبات، الاحتراق الداخلي، والمولدات الكهربائية، والمعدات التي تعمل بوقود البروبان مثل المواقد المحمولة، والأدوات التي تعمل بالبنزين مثل نافخات الأوراق وجزازات العشب وغسالات الضغط العالي ومناشير قطع الخرسانة والمسطرات الكهربائية واللحام.
يحدث التعرض عادةً عند استخدام المعدات في المباني أو الأماكن شبه المغلقة. أدى ركوب الأطفال في خلف شاحنات نصف نقل إلى تسممهم. أدى تباطؤ السيارات مع انسداد أنبوب العادم بالثلج إلى تسمم ركاب السيارة. أي ثقب بين مجمع العادم والغطاء يمكن أن يؤدي إلى وصول غازات العادم إلى المقصورة. أدت المولدات ومحركات الدفع على القوارب، وخاصة المراكب، إلى تعرضات قاتلة لأحادي أكسيد الكربون. قد يحدث التسمم أيضًا بعد استخدام جهاز التنفس تحت الماء المستقل (SCUBA) بسبب خلل في ضواغط هواء الغوص.
يمكن أن يتراكم أحادي أكسيد الكربون في الكهوف في غرف مغلقة بسبب وجود مواد عضوية محللة. في مناجم الفحم، قد يحدث احتراق غير كامل أثناء الانفجارات مما يؤدي إلى إنتاج الرطوبة اللاحقة. تصل نسبة الغاز إلى 3% من أحادي أكسيد الكربون وقد يكون قاتلاً بعد نفس واحد فقط. بعد حدوث انفجار في منجم، قد تصبح المناجم المترابطة المجاورة خطيرة بسبب تسرب الرطوبة من منجم إلى منجم. جاء هذا الحادث بعد انفجار تريمدون غرانج (بالإنجليزية: Trimdon Grange) الذي قتل رجالًا في منجم كيلو (Kelloe).
مصدر آخر للتسمم هو التعرض لمذيب عضوي ثنائي كلورو ميثان، المعروف أيضًا باسم كلوريد الميثيلين، الموجود في بعض أدوات إزالة الطلاء، حيث أن عمليات الأيض الغذائي لثاني كلورو ميثان تنتج أحادي أكسيد الكربون. في نوفمبر 2019، دخل حظر وكالة حماية البيئة على ثنائي كلورو ميثان في أدوات إزالة الطلاء لاستخدام المستهلك حيز التنفيذ في الولايات المتحدة.

### الوقاية

#### اجهزة الكشف
تظل الوقاية قضية حيوية للصحة العامة، تتطلب تثقيفًا عامًا حول التشغيل الآمن للأجهزة، والسخانات، والمدافئ، ومحركات الاحتراق الداخلي، فضلاً عن زيادة التركيزعلى تركيب أجهزة الكشف عن أحادي أكسيد الكربون. أحادي أكسيد الكربون عديم الطعم والرائحة واللون، وبالتالي لا يمكن اكتشافه من خلال الإشارات البصرية أو الرائحة.
صرحت لجنة سلامة المنتجات الاستهلاكية في الولايات المتحدة، أن «أجهزة الكشف عن أحادي أكسيد الكربون لا تقل أهمية عن سلامة المنزل مثل أجهزة الكشف عن الدخان»، وتوصي كل منزل بوجود كاشف أحادي أكسيد الكربون واحد على الأقل، ويفضل أن يُوجد واحد في كل طابق من المبنى. هذه الأجهزة غير المكلفة نسبيًا والمتوفرة على نطاق واسع، إما تعمل بالبطارية أو تعمل بالتيار المتردد، مع أو بدون بطارية احتياطية. في المباني عادة ما تُثبّت أجهزة الكشف عن أحادي أكسيد الكربون حول السخانات وغيرها من المعدات. إذا وُجِد مستوى مرتفع نسبيًا من أحادي أكسيد الكربون، فإن الجهاز يطلق إنذارًا، مما يمنح الأشخاص فرصة لإخلاء المبنى وتهويته. وبخلاف كاشفات الدخان، كاشفات أحادي أكسيد الكربون لا تحتاج إلى وضعها بالقرب من مستوى السقف.
وُحِّدَ استخدام أجهزة الكشف عن أحادي أكسيد الكربون في العديد من المجالات. في الولايات المتحدة، المبادئ التوجيهية لكاشف أحادي أكسيد الكربون التي نشرتها الرابطة الوطنية للحماية من الحرائق (NFPA 720-2009 )، تنص على وضع أجهزة الكشف عن أحادي أكسيد الكربون / أجهزة الإنذار في كل طابق من المسكن، بما في ذلك الطابق السفلي، بالإضافة إلى غرف النوم. في المنازل الجديدة يجب أن تحتوي أجهزة الكشف التي تعمل بالتيار المتردد على بطارية احتياطية وأن تكون مترابطة لضمان الإنذار المبكرلاهل البيت في جميع الطوابق. NFPA 720-2009 هي أول معيار وطني لأحادي أكسيد الكربون لمعالجة الأجهزة في المباني غير السكنية. تتضمن هذه الإرشادات التي تشمل الآن المدارس ومراكز الرعاية الصحية ودور رعاية المسنين والمباني غير السكنية الأخرى، ثلاث نقاط رئيسية: 1. يجب أن يعمل مصدر طاقة ثانوي (بطارية احتياطية) على جميع أجهزة الإخطار بأحادي أكسيد الكربون لمدة 12 ساعة على الأقل.
2. يجب أن تكون الكاشفات على السقف في نفس الغرفة حيث تُركّب أجهزة حرق الوقود بشكل دائم.
3. يجب وضع الكاشفات في كل طابق صالح للسكن وفي كل منطقة تدفئة وتهوية وتكييف للهواء من المبنى.
غالبًا ما توصي مؤسسات الغاز بصيانة أجهزة الغاز مرة واحدة سنويًا على الأقل.

#### المتطلبات القانونية
لا يُفرض معيار NFPA بالضرورة بموجب القانون. اعتبارًا من أبريل 2006، تتطلب ولاية ماساتشوستس الأمريكية وجود أجهزة الكشف في جميع المساكن التي بها مصادر محتملة لثاني أكسيد الكربون، بغض النظر عن عمر المبنى وما إذا كانت مسكونة أو مستأجرة. فُرِض هذا من قبل مفتشي البلدية، وكان مستوحى من وفاة نيكول جاروفالو البالغة من العمر 7 سنوات في عام 2005 بسبب الثلج الذي يسد فتحة تدفئة المنزل. ولايات قضائية أخرى قد لا يكون لها أي شرط أو تفويض فقط لأجهزة الكشف عن البناء الجديد أو في وقت البيع.
وعلى الرغم من وفاة مماثلة في السيارات مع أنابيب العادم انسداد (على سبيل المثال في عاصفة ثلجية شمال شرق الولايات المتحدة لعام 1978 وفبراير 2013) والتوافر التجاري للمعدات، لا يوجد شرط قانوني لكاشف عن أحادي أكسيد الكربون في السيارات.

#### توصيات منظمة الصحة العالمية
تُحدد القيم الإرشادية التالية (قيم جزء في المليون) وفترات التعرض المتوسط المرجح للوقت بطريقة لا يُتجاوز فيها مستوى الكربوكسي هيموجلوبين (COHb) البالغ 2.5٪، حتى عندما ينخرط الشخص العادي في تمرين خفيف أو معتدل:
- 100 مجم / م 3 (87 جزء في المليون) لمدة 15 دقيقة
- 60 مجم / م 3 (52 جزء في المليون) لمدة 30 دقيقة
- 30 مجم / م 3 (26 جزء في المليون) لمدة ساعة واحدة
- 10 مجم / م 3 (9 جزء في المليون) لمدة 8 ساعات
- 7 مجم / م 3 (6 جزء في المليون) لمدة 24 ساعة (لجودة الهواء الداخلي، حتى لا تتجاوز 2٪ COHb للتعرض المزمن)[109]

## التشخيص
نظرًا لأن العديد من أعراض التسمم بأحادي أكسيد الكربون تحدث أيضًا مع العديد من أنواع التسمم والالتهابات الأخرى (مثل الأنفلونزا)، فغالبًا ما يكون التشخيص صعبًا. قد يشير تاريخ التعرض المحتمل لأحادي أكسيد الكربون، مثل التعرض لحريق سكني إلى حدوث تسمم، ولكن يُؤكّد التشخيص عن طريق قياس مستويات أحادي أكسيد الكربون في الدم. يمكن تحديد ذلك عن طريق قياس كمية الكربوكسي هيموغلوبين مقارنة بكمية الهيموغلوبين في الدم. قد تصل نسبة الكربوكسي هيموغلوبين إلى جزيئات الهيموغلوبين في الشخص العادي إلى 5%، على الرغم من أن مدخني السجائر الذين يدخنون علبتين يوميًا قد تصل مستوياتهم إلى 9%. في الأشخاص المصابين بالتسمم المصحوب بأعراض يكونون غالبًا في نطاق 10-30%، بينما الأشخاص الذين يموتون قد يكون لديهم مستويات في دم بعد الوفاة من 30-90%.
نظرًا لأن الأشخاص قد يستمرون في تجربة أعراض كبيرة للتسمم بأحادي أكسيد الكربون بعد فترة طويلة من عودة تركيز الكربوكسي هيموغلوبين في الدم إلى طبيعته، فإن التقدم للفحص بمستوى كربوكسي هيموغلوبين طبيعي (والذي قد يحدث في حالات التسمم المتأخرة) لا يستبعد التسمم.

### القياس
يمكن قياس كمية أحادي أكسيد الكربون في الدم باستخدام طرق القياس الطيفي أو تقنيات الاستشراب الغازي (الكروماتوغرافيا) من أجل تأكيد تشخيص التسمم في شخص أو للمساعدة في التحقيق الجنائي في حالة التعرض المميت.مقياس أول أكسيد الكربون يمكن استخدامه لتحديد مستويات الكربوكسي هيموغلوبين. تحدِّد مقاييس التأكسد النبضي لثاني أكسيد الكربون الكربوكسي هيموغلوبين بمشبك إصبع غير جراحي مشابه لمقياس التأكسد النبضي. تعمل هذه الأجهزة عن طريق تمرير أطوال موجية مختلفة من الضوء عبر طرف الإصبع وقياس امتصاص الضوء لأنواع مختلفة من الهيموجلوبين في الشعيرات الدموية. استخدام مقياس التأكسد النبضي العادي غير فعال في تشخيص التسمم بأحادي أكسيد الكربون؛ لأن الأشخاص المصابين بالتسمم بأحادي أكسيد الكربون قد يكون لديهم مستوى تشبع أكسجين طبيعي على مقياس التأكسد النبضي. هذا يرجع إلى تحريف الكربوكسي هيموغلوبين على أنه أوكسي هيموغلوبين.
توفر مراقبات التنفس لأحادي أكسيد الكربون بديلاً لقياس التأكسد النبضي. لقد ثبت أن مستويات الكربوكسي هيموغلوبين لها علاقة قوية بتركيز ثاني أكسيد الكربون في التنفس. ومع ذلك، تتطلب العديد من هذه الأجهزة من المستخدم أن يستنشق بعمق ويحبس أنفاسه للسماح لغاز أول أكسيد الكربون في الدم بالهروب من الرئة قبل إجراء القياس. نظرًا لأن هذا غير ممكن في الأشخاص الذين لا يستجيبون، فقد لا تكون هذه الأجهزة مناسبة للاستخدام في الكشف عن حالات الطوارئ للرعاية في الموقع لتسمم أحادي أكسيد الكربون.

### التشخيص التفريقي
هناك العديد من الشروط التي يجب مراعاتها في التشخيص التفريقي للتسمم بأحادي أكسيد الكربون. غالبًا ما تكون الأعراض المبكرة، خاصةً عند التعرض بنسب منخفضه، غير محددة ويمكن الخلط بينها مع أمراض أخرى بسهوله، مثل المتلازمات الفيروسية الشبيهة بالإنفلونزا، والاكتئاب، ومتلازمة التعب المزمن، وألم الصدر، والصداع النصفي أو أنواع الصداع الأخرى. يُطلق على أحادي أكسيد الكربون «المحاكي العظيم» نظرًا لكون التسمم متنوعًا وغير محدد. تشمل الحالات الأخرى المدرجة في التشخيص التفريقي متلازمة الضائقة التنفسية الحادة، داء المرتفعات، الحمض اللبني، الحماض الكيتوني السكري، التهاب السحايا، ميتهيموغلوبينية الدم، أو التسمم الكحولي الأفيوني أو السام.

## العلاج
| ضغط الأكسجين                                                               | الوقت                  |
| -------------------------------------------------------------------------- | ---------------------- |
| 21% الأكسجين عند الضغط الجوي الطبيعي (الهواء الطلق)                        | خمس ساعات وعشرون دقيقة |
| 100% أكسجين بنفس مستوى الضغط الجوي (مع قناع أكسجين غير قابل لإعادة التنفس) | ساعة وعشرون دقيقة      |
| 100% أكسجين عالي الضغط (3 أضعاف الضغط الجوي المطلق)                        | ثلاثٌ وعشرون دقيقة      |

العلاج الأولي للتسمم بأحادي أكسيد الكربون هو إزالة الشخص على الفور من موقع الحادثه دون تعريض المزيد من الأشخاص للخطر. الذين يفقدون الوعي قد يحتاجون إلى انعاش قلبي رئوي في الموقع. إعطاء الأكسجين عن طريق القناع غير القابل لإعادة التنفس يقلل من عمر النصف لأحادي أكسيد الكربون من 320 دقيقة، عند استنشاق الهواء الطبيعي، إلى 80 دقيقة فقط. يسرع الأكسجين من تفكك أحادي أكسيد الكربون من الكربوكسي هيموغلوبين، وبالتالي يعيده إلى الهيموغلوبين. بسبب الآثار الشديدة المحتملة على الطفل، تُعالج النساء الحوامل بالأكسجين لفترات أطول من غير الحوامل.

### الاكسجين عالي الضغط
يستخدم الأكسجين عالي الضغط أيضًا في علاج التسمم بأحادي أكسيد الكربون، حيث قد يسرع تفكك ثاني أكسيد الكربون من الكربوكسي هيموغلوبين وأكسيداز السيتوكروم إلى حد أكبر من الأكسجين العادي. يقلل الأكسجين عالي الضغط عند ثلاث أضعاف الضغط الجوي من عمر النصف لأحادي أكسيد الكربون إلى 23 (~ 80/3 دقائق) دقيقة، مقارنة بـ 80 دقيقة للأكسجين عند الضغط الجوي العادي. قد يعزز أيضًا نقل الأكسجين إلى الأنسجة عن طريق البلازما، متجاوزًا جزئيًا النقل الطبيعي من خلال الهيموجلوبين. ومع ذلك، فمن المثير للجدل ما إذا كان الأكسجين عالي الضغط يقدم بالفعل أي فوائد إضافية على الأكسجين الطبيعي عالي التدفق، من حيث زيادة البقاء على قيد الحياة أو تحسين النتائج على المدى الطويل. كانت هناك تجارب منضبطة معشاة ذات شواهد قُورِنَ فيها بين خياري العلاج. من الستة الذين أُجرُوا، وجد أربعة منهم تحسنًا في نتيجة الأكسجين عالي الضغط، ولم يجد اثنان أي فائدة للأكسجين عالي الضغط. انتقدت بعض هذه التجارب لوجود عيوب واضحة في تنفيذها. خلصت مراجعة لجميع الأدبيات إلى أن دور الأكسجين عالي الضغط غير واضح وأن الأدلة المتاحة لا تؤكد ولا تنفي أي فائدة طبية ذات مغزى. اقترح المؤلفون تجربة كبيرة، ومصممة جيدًا، ومدققة خارجيًا، ومتعددة المراكز لمقارنة الأكسجين الطبيعي بالأكسجين عالي الضغط. بينما يُستخدم الأكسجين عالي الضغط في حالات التسمم الشديد؛ فإن فوائده مقارنة باستخدام الأكسجين ذي الضغط العادي لا تزال غير واضحة.

### أخرى
قد تكون هناك حاجة إلى مزيد من العلاج لمضاعفات أخرى مثل النوبات، وانخفاض ضغط الدم، واضطرابات القلب، والوذمة الرئوية، والحماض. زيادة نشاط العضلات والنوبات يجب أن تعالج بالدانترولين أو الديازيبام؛ يجب إعطاء الديازيبام فقط مع دعم الجهاز التنفسي المناسب. يتطلب انخفاض ضغط الدم العلاج بالسوائل الوريدية. قد تكون هناك حاجة لضغط الأوعية لعلاج ضعف عضلة القلب. يُعالج خلل النظم القلبي ببروتوكولات دعم الحياة القلبية القياسية المتقدمة. إذا كان الحماض الأيضي شديدًا، يٌتعامل معه ببيكربونات الصوديوم. العلاج ببيكربونات الصوديوم مثير للجدل لأن الحموضة قد تزيد من توافر الأكسجين في الأنسجة. قد يحتاج علاج الحموضة فقط إلى العلاج بالأكسجين. يعد التأخر في تطور ضعف الجهاز العصبي النفْسي أحد أخطر مضاعفات التسمم بأحادي أكسيد الكربون. حيث أن التصوير بالرنين المغناطيسي MRI والتصوير المقطعي المحوسب CT scan قد أكد وجود تلف في الدماغ. غالبًا ما تكون المتابعة المكثفة والمعالجة الداعمة مطلوبة للضرر العصبي المتأخر. غالبًا ما يكون من الصعب التنبؤ بالنتائج التالية للتسمم، خاصة الأشخاص الذين تظهر عليهم أعراض السكتة القلبية، الغيبوبة، الحموضة الأيضية، أو ارتفاع مستويات الكربوكسي هيموغلوبين. ذكرت إحدى الدراسات أن ما يقرب من 30٪ من الأشخاص المصابين بالتسمم الشديد بأحادي أكسيد الكربون ستكون لهم نتائج مستقبلية قاتلة. وقد أُبلغ عن أن العلاج بالصدمات الكهربائية (ECT) قد يزيد من احتمالية تأخر الآثار العصبية النفسية (DNS) بعد التسمم بأحادي أكسيد الكربون (CO). يمكن أيضًا استخدام جهاز يوفر بعض ثاني أكسيد الكربون لتحفيز التنفس بشكل أسرع (يُباع تحت الاسم التجاري ClearMate).

## الفيزيولوجيا المرضية
الآليات الدقيقة التي تحدث من خلالها تأثيرات أحادي أكسيد الكربون على الأنظمة الجسدية معقدة ولم تٌفهم بالكامل بعد. تتضمن الآليات المعروفة ارتباط أحادي أكسيد الكربون بالهيموغلوبين والميوغلوبين والميتوكوندريا والسيتوكروم سي أوكسيديز وتقييد إمدادات الأكسجين وأحادي أكسيد الكربون الذي يسبب بيروكسيد (فوق أكسدة) شحوم الدماغ.

### الهيموغلوبين
يحتوي أحادي أكسيد الكربون على معامل انتشار أعلى مقارنة بالأكسجين، والإنزيم الرئيسي في جسم الإنسان الذي ينتج أحادي أكسيد الكربون هو أكسجيناز الهيم، الموجود في جميع الخلايا والصفائح الدموية تقريبًا. يُخزّن معظم أحادي أكسيد الكربون المنتج داخليًا مرتبطًا بالهيموغلوبين على شكل كربوكسي هيموغلوبين. يعتمد الفهم المبسط لآلية سُمِّية أحادي أكسيد الكربون على زيادة الكربوكسي هيموغلوبين مما يقلل من قدرة الدم على توصيل الأكسجين إلى الأنسجة في جميع أنحاء الجسم. في البشر، يكون التقارب بين الهيموغلوبين وأحادي أكسيد الكربون أقوى بحوالي 240 مرة من التقارب بين الهيموغلوبين والأكسجين. ومع ذلك، فإن بعض الطفرات مثل طفرة Hb-Kirklareli لها تقارب نسبي أكبر بـ 80000 مرة من أحادي أكسيد الكربون مقارنة بالأكسجين مما يؤدي إلى وصول الكربوكسي هيموغلوبين النظامي إلى مستوى مستدام يبلغ 16٪ COHb.
الهيموغلوبين عبارة عن بروتين رباعي بأربع مجموعات هيم لتكون بمثابة مواقع ربط للأكسجين. يحتوي متوسط خلايا الدم الحمراء على 250 مليون جزيء هيموجلوبين، وبالتالي فإن مليار موقع هيم قادر على ربط الغاز. يؤدي ارتباط أحادي أكسيد الكربون في أي من هذه المواقع إلى زيادة تقارب الأكسجين في المواقع الثلاثة المتبقية، مما يتسبب في احتفاظ جزيء الهيموجلوبين بالأكسجين الذي يمكن أن يُوصل إلى الأنسجة؛ لذلك قد يكون الارتباط بأحادي أكسيد الكربون في أي موقع بنفس خطورة الارتباط بأحادي أكسيد الكربون في جميع المواقع. يُوصَّل الأكسجين إلى حد كبير بتأثير بوهر وتأثير هالدين. لتوفير ملخص مبسط للآلية الجزيئية للتبادل الغازي الجهازي عند الشخص الطبيعي، عند استنشاق الهواء، كان يُعتقد على نطاق واسع أن ارتباط الأكسجين بأي من مواقع الهيم يؤدي إلى تغيير في التوافق في وحدة الغلوبين / البروتين في الهيموغلوبين والتي تمكن بعد ذلك من الربط بالأكسجين الإضافي لكل موقع من مواقع الهيم الشاغرة الأخرى. عند الوصول إلى الخلية / الأنسجة، يكون إطلاق الأكسجين في الأنسجة مدفوعًا بـ "تحمض" الرقم الهيدروجيني المحلي (بمعنى تركيز أعلى نسبيًا من البروتونات / أيونات الهيدروجين الحمضية) الناتجة عن زيادة التحول الأحيائي لنفايات ثاني أكسيد الكربون إلى حمض الكربونيك عبر الأنهيدراز الكربوني. بعبارة أخرى، يصل الدم الشرياني المؤكسد إلى الخلايا في "حالة الهيموجلوبين R" التي تحتوي على بقايا الأحماض الأمينية المنفردة / الموحدة (فيما يتعلق بالنيتروجين / الأمينات) بسبب بيئة الأس الهيدروجيني الشرياني الأقل حمضية (متوسط درجة الحموضة في الدم الشرياني 7.407 بينما الدم الوريدي يكون أكثر حمضية قليلاً عند الرقم الهيدروجيني 7.371). يُزال الأكسجين من "الحالة T" للهيموجلوبين في الدم الوريدي جزئيًا بسبب البروتونات / التأين الناجم عن البيئة الحمضية وبالتالي يتسبب في تشكيل غير مناسب للربط بالأكسجين (بمعنى آخر، "يُخرج" الأكسجين عند وصوله إلى الخلية لأن الحمض "يهاجم" أمينات الهيموجلوبين مما يتسبب في تأين / برتنة (إضافة بروتون) بقايا الأمين مما يؤدي إلى تغيير في الشكل غير مناسب للاحتفاظ بالأكسجين). علاوة على ذلك، فإن آلية تكوين الكاربامينوهيموغلوبين تولد أيونات هيدروجين "حمضية'' إضافية قد تزيد من استقرار الهيموغلوبين غير المؤكسد / المؤين. عند عودة الدم الوريدي إلى الرئة وزفير ثاني أكسيد الكربون اللاحق، "تُزال حامضية" الدم (انظر أيضًا: فرط التنفس) مما يسمح بنزع / توحيد الهيموجلوبين لإعادة تمكين الارتباط بالأكسجين كجزء من الانتقال إلى الدم الشرياني (لاحظ أن هذه العملية معقدة بسبب مشاركة المستقبلات الكيميائية والوظائف الفسيولوجية الأخرى). لا "يُطرد" أحادي أكسيد الكربون بسبب الحمض، وبالتالي فإن التسمم بأحادي أكسيد الكربون يزعج هذه العملية الفسيولوجية، وبالتالي فإن الدم الوريدي لمرضى التسمم يكون أحمر فاتحًا يشبه الدم الشرياني حيث يُحتقظ بأحادي أكسيد الكربون. يكون الهيموجلوبين داكنًا في الدم الوريدي غير المؤكسد، ولكن له لون أحمر ساطع عند حمل الدم في الدم الشرياني المؤكسد وعند تحويله إلى كربوكسي هيموغلوبين في كل من الدم الشرياني والدم الوريدي، لذا فإن الجثث المسمومة وحتى اللحوم التجارية المعالجة بأحادي أكسيد الكربون تكتسب حمرة غير طبيعية مسحة.
في التركيزات السامة، يتداخل أحادي أكسيد الكربون مثل الكربوكسي هيموغلوبين بشكل كبير مع التنفس وتبادل الغازات عن طريق تثبيط اكتساب الأكسجين وإيصاله إلى الخلايا في نفس الوقت، ومنع تكوين الكاربامينوهيموغلوبين الذي يمثل حوالي 30 ٪ من تصدير ثاني أكسيد الكربون. لذلك قد يعاني المريض الذي يعاني من التسمم بأحادي أكسيد الكربون من نقص الأكسجة، والحماض (من المحتمل أن يكون كل من الحماض التنفسي والحماض الأيضي) بالإضافة إلى سمية أحادي أكسيد الكربون الزائد التي تثبط العديد من البروتينات الدموية والأهداف المعدنية وغير المعدنية التي تؤثر على الآليات الخلوية.

### الميوغلوبين
يرتبط أحادي أكسيد الكربون أيضًا ببروتين الهيم الميوغلوبين. حيث أنه لديه انجذاب كبير للميوجلوبين «حوالي 60 مرة أكبر من الأكسجين». قد يُضعف أحادي أكسيد الكربون المرتبط بالميوجلوبين قدرته على استخدام الأكسجين. يؤدي هذا إلى انخفاض النتاج القلبي وانخفاض ضغط الدم، مما قد يؤدي إلى نقص تروية الدماغ. ووُجِد حدوث عودة للأعراض بشكل متأخر. هذه النتائج حدثت بعد تكرار زيادة مستويات الكربوكسي هيموغلوبين؛ قد يكون هذا التأثير بسبب الإطلاق المتأخر لأحادي أكسيد الكربون من الميوجلوبين، والذي يرتبط لاحقًا بالهيموجلوبين.

### أوكسيديز السيتوكروم
تتضمن آلية أخرى تأثيرات على سلسلة إنزيم الميتوكوندريا التنفسي المسؤولة عن استخدام الأنسجة الفعال للأكسجين. يرتبط أحادي أكسيد الكربون بأكسيداز السيتوكروم مع جاذبية أقل من الأكسجين، لذلك من الممكن أن يتطلب إرتباطه نقص الأكسجة داخل الخلايا بشكل كبير قبل الارتباط. يتداخل هذا الارتباط مع التمثيل الغذائي الهوائي والإنتاج الفعّال للأدينوسين ثلاثي الفوسفات. تستجيب الخلايا عن طريق التحول إلى التمثيل الغذائي اللاهوائي، مما يسبب نقص الأكسجين، والحماض اللبني، وموت الخلايا في نهاية المطاف. معدل التفكك بين أحادي أكسيد الكربون وأكسيداز السيتوكروم بطيء، مما يتسبب في ضعف طويل نسبيًا في التمثيل الغذائي التأكسدي.

### الآثار على الجهاز العصبي المركزي
الآلية التي يعتقد أن لها تأثير كبير على الآثار المتأخرة تتضمن خلايا الدم المتكونة والوسائط الكيميائية، والتي تسبب فوق أكسدة الدهون في الدماغ (تحلل الأحماض الدهنية غير المشبعة). يتسبب أحادي أكسيد الكربون في إطلاق الخلايا البطانية والصفائح الدموية لأكسيد النيتريك (أحادي أكسيد النيتروجين)، وتشكيل الجذور الحرة للأكسجين بما في ذلك البيرأوكسينايتريت. يؤدي هذا في الدماغ إلى مزيد من الخلل الوظيفي في الميتوكوندريا، ونزف في الشعيرات الدموية، وعزل الكريات البيض، وموت الخلايا المبرمج. نتيجة هذه الآثار تكون هي فوق أكسدة الدهون في الدماغ (تحلل الأحماض الدهنية غير المشبعة) والتي تتسبب في تأخير إزالة الميالين الإنعكاسية للمادة البيضاء في الجهاز العصبي المركزي المعروف باعتلال النخاع الشوكي، والذي يمكن أن يؤدي إلى الوذمة والنخر داخل الدماغ. يحدث تلف الدماغ هذا بشكل رئيسي خلال فترة الشفاء. قد يؤدي ذلك إلى عيوب إدراكية، خاصةً التأثير على الذاكرة والتعلم واضطرابات الحركة. ترتبط هذه الاضطرابات عادةً بتلف المادة البيضاء الدماغية والعقد القاعدية. السمة المميزة في التغيرات المرضية بعد التسمم هي النخر الثنائي للمادة البيضاء، الشاحبة الكروية، المخيخ، الحُصين والقشرة الدماغية.

### الحمل
قد يسبب التسمم بأحادي أكسيد الكربون عند النساء الحوامل آثارًا خطيرة على الجنين. يسبب التسمم نقص الأكسجة في أنسجة الجنين عن طريق تقليل إطلاق أكسجين الأم للجنين. يعبر أحادي أكسيد الكربون أيضًا المشيمة ويتحد مع الهيموجلوبين الجنيني، مما يتسبب في نقص الأكسجة المباشر في أنسجة الجنين. بالإضافة إلى ذلك، يحتوي الهيموجلوبين الجنيني على تجاذب أعلى بنسبة 10 إلى 15٪ لأحادي أكسيد الكربون من الهيموجلوبين البالغ، مما يسبب تسممًا شديدًا للجنين أكثر من البالغين. يكون التخلص من أحادي أكسيد الكربون أبطأ في الجنين، مما يؤدي إلى تراكم المادة الكيميائية السامة. إن مستوى الإصابة والوفيات الجنينية في حالات التسمم الحاد بأحادي أكسيد الكربون كبير، لذلك على الرغم من التسمم الخفيف للأمهات أو بعد تعافي الأم، فقد يستمر حدوث تسمم أو وفاة جنيني حاد.

## اقرأ أيضًا
- أحادي أكسيد الكربون
- تسمم